# NGC 7209
NGC 7209 es un cúmulo abierto en la constelación de Lacerta, cerca del borde con Cygnus. Es un cúmulo tenue formado por entre 25 y 100 estrellas, según autores, con predominio de estrellas azules y blancas. La más brillante tiene magnitud 9.
Fue descubierto por el astrónomo William Herschel en 1788.